# № 9 (галиот, 1797)
№ 9 — галиот Каспийской флотилии Российской империи, находившийся в составе флота с 1797 года, участник русско-персидской войны 1804—1813 годов, использовался в качестве крейсерского, грузового и посыльного судна.

## Описание галиота
Парусный галиот с деревянным корпусом, один из 12 галиотов типа «Номерной», строившихся на Казанской верфи в 1796—1797 годах.

## История службы
Галиот № 9 был заложен на стапеле Казанского адмиралтейства в 1796 году и после спуска на воду в 1797 году вошёл в состав Каспийской флотилии России.
С 1798 по 1802 год использовался для грузовых перевозок между портами Каспийского моря. Принимал участие в русско-персидской войне 1804—1813 годов. В кампанию 1803 года использовался для доставки продовольствия и припасов русским войскам, ходил в персидские порты с различными поручениями. В кампанию следующего 1804 года занимал пост у острова Сара.
В 1805 году совершал плавания между Баку и островом Сара, а также выходил в крейсерские плавания к персидским берегам.

## Командиры галиота
Командирами галиота № 9 в составе Российского императорского флота в разное время служили:
- мичман Н. А. Певцов (1803 год)[4];
- М. А. Левин (1804 год);
- лейтенант Л. П. Половцов (1805 год)[5].

### Комментарии
1. ↑  Всего в рамках серии было построено 12 галиотов с номерами от 1 до 12[1].